# حمض مرافق

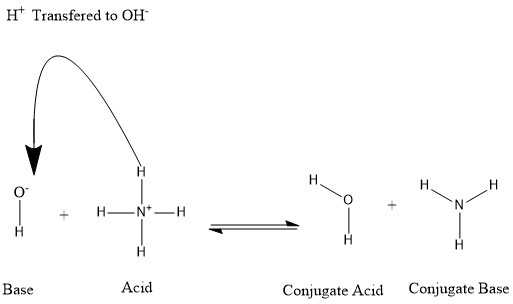

الحمض المترافق في نظرية برونستد-لوري (البروتونية) للأحماض والقواعد, الحمض المترافق هو الحمض، HX, الذي له زوج من المركبات التي تتحول من بين بعضها بفقد أو اكتساب بروتون. تسمى القاعدة الناتجة X- القاعدة المترافقة. وفي المحاليل المائية, تكون التفاعلات الكيمائية التي تحدث كالتالي:
+HX + H2O ↔ X- + H3O
وتفاصيل هذه العملية موجودة في نظريات تفاعلات حمض-قاعدة- تعريفات برونستيد-لوري البروتونية.
ويوجد لاجدول التالي عدة أمثلة لأزواج حمض-قاعدة المترافقة. وتقل قوة الحمض, وتزيد قوة القاعدة بالنزول لأسفل الجدول. (يصل تفاعل الأنحلال إلى الإتزان بالإتجاه أكثر لليمين بوجود مزيد من X-.
| Acid                           | Base                            |
| ------------------------------ | ------------------------------- |
| HCl حمض هيدروكلوريك            | Cl- كلوريد أيون                 |
| H2SO4 حمض كبريتيك              | HSO4- كبريتات هيدروجين أيون     |
| HNO3 حمض نيتريك                | NO3- نترات أيون                 |
| H3O+ هيدرونيوم أيون            | H2O ماء                         |
| HSO4- كبريتات هيدروجين أيون    | SO42- كبريتات أيون              |
| H3PO4 حمض فوسفوريك             | H2PO4- دايهيدروجين كبريتات أيون |
| HC2H3O2 حمض أسيتيك             | C2H3O2- أسيتات أيون             |
| H2CO3 حمض كربونيك              | HCO3- كربونات هيدروجين أيون     |
| H2S حمض هيدرو كبريتيك          | HS- سلفيد هيدروجين أيون         |
| H2PO4- دايهيدروجين فوسفات أيون | HPO4+ فوسفات هيدروجين أيون      |
| NH4+ أمونيوم أيون              | NH3 أمونيا                      |
| HCO3- كربونات هيدروجين أيون    | CO32- كربونات أيون              |
| HPO42- فوسفات هيدروجين أيون    | PO43- فوسفات أيون               |
| H2O ماء                        | OH- هيدروكسيد أيون              |